# Personal Structures
Personal Structures is een internationaal platform voor hedendaagse kunst, waarin kunstenaars en kunsthistorici de mogelijkheid hebben om filosofische thema's in de kunst te bespreken.
Personal Structures is in 2003 geïnitieerd door de Nederlandse kunstenaar Rene Rietmeyer. In het begin bestond het platform vooral door tentoonstellingen, later, in 2005, werden symposia toegevoegd als een mogelijke uitingsvorm. Het eerste Personal Structures symposium werd gehouden in Museum Ludwig in Keulen. In de jaren daarna groeide Personal Structures verder uit door er steeds meer kunstenaars bij te betrekken. In 2007 en 2008 werd een reeks symposia georganiseerd over de concepten tijd, ruimte en bestaan. Deze symposia vonden plaats in Amsterdam, New York en Tokio.
Verschillende kunstenaars hebben aan dit project deelgenomen, ofwel door te spreken op een symposium, ofwel door een interview af te geven. Internationale kunstenaars die aan Personal Structures hebben bijgedragen, zijn onder andere Joseph Kosuth, Wolfgang Laib, Roman Opalka, en Lawrence Weiner. Ook hebben een aantal Nederlandse kunstenaars een bijdrage geleverd, Henk Peeters en Bram Bogart zijn daarvan een voorbeeld.